# Maglia Diacria

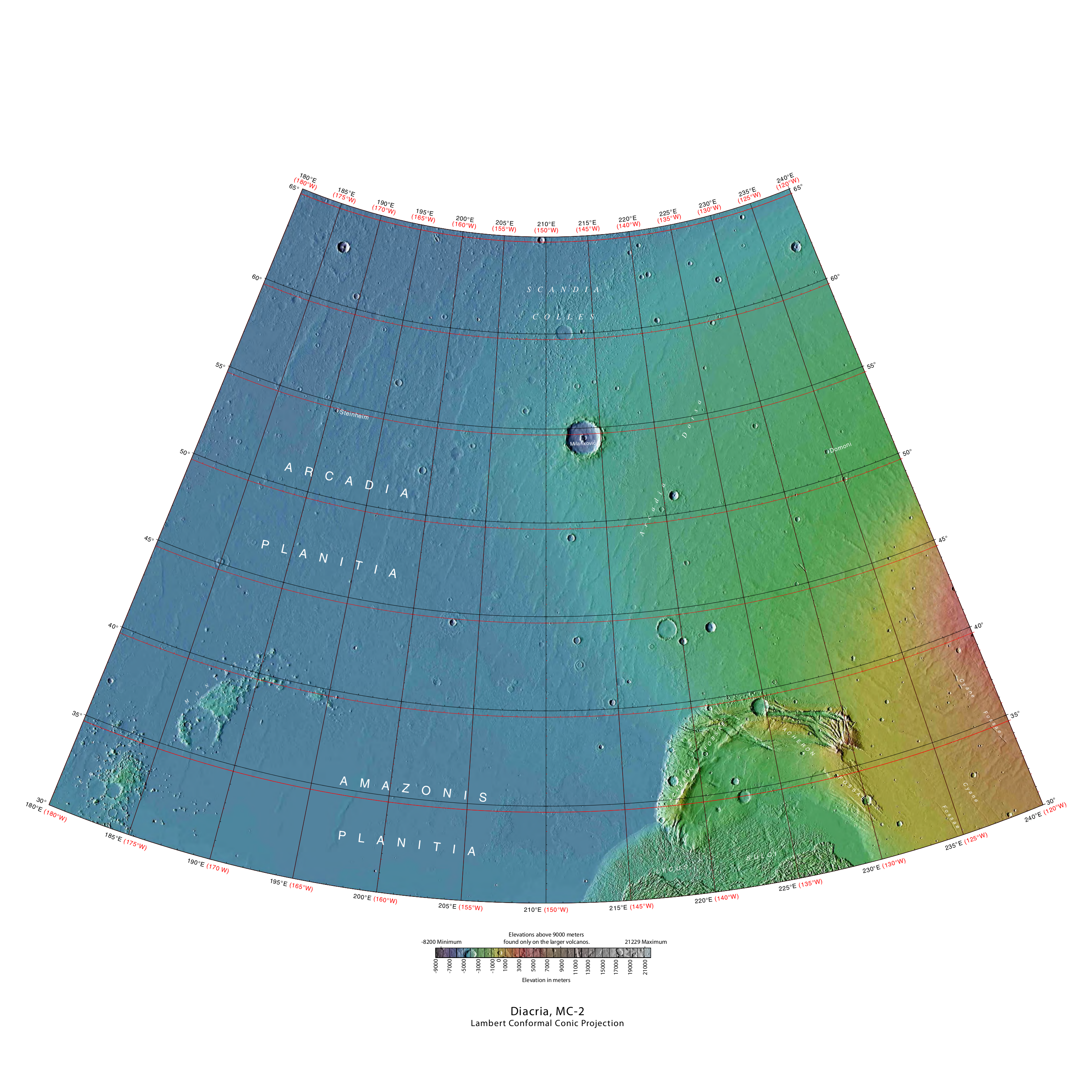
Mappa di MC-02 elaborato dallo strumento Mars Orbiter Laser Altimeter (MOLA) della sonda Mars Global Surveyor (2012). I picchi più elevati sono in rosso e i punti più profondi in blu.

La maglia Diacria, classificata con il codice MC-02, è la regione di Marte delimitata tra i 120° e i 180° di longitudine ovest e tra i 30 e i 65° di latitudine nord.
Il suo nome deriva da una caratteristica di albedo situata a 49° nord e 180° est simile all'altopiano greco Diacria.

## Elementi geologici
La maglia è caratterizzata da un panorama prettamente pianeggiante, in quanto fa parte della Vastitas Borealis, copre gran parte di Arcadia Planitia e Amazonis Planitia, rispettivamente la seconda e terza più grande tra le planitiae di Marte; il profilo si erge leggermente ad est lungo la Arcadia Dorsa. Tra le caratteristiche di rilievo si trova il cratere Milanković con un diametro di circa 120 km.

## Confini

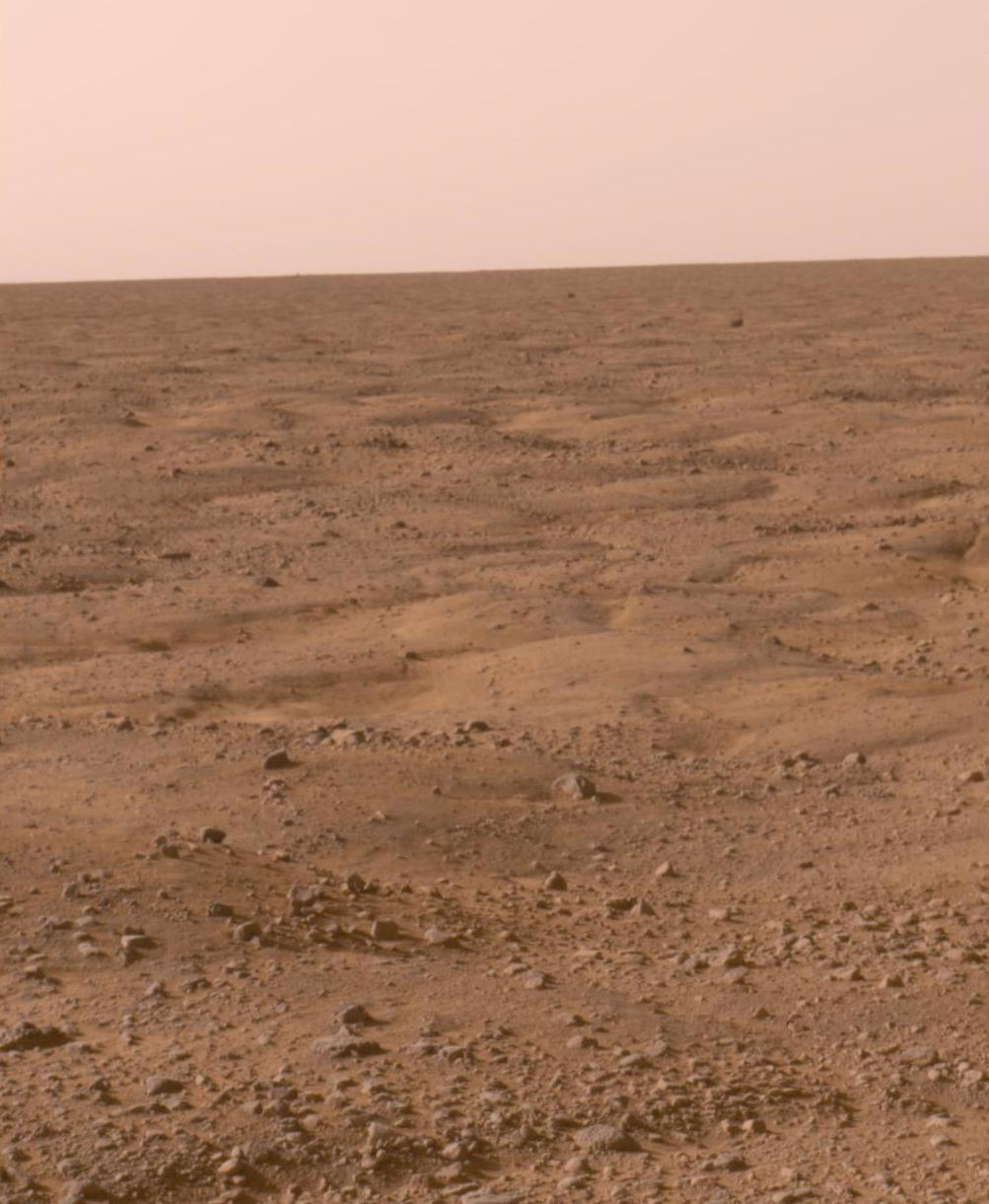
Vista di Phoenix in direzione Diacria (2008) che evidenzia la caratteristica pianeggiante del territorio.

A nord di questa maglia si trova la maglia di Mare Boreum MC-01, dove nel 2008 vicino al confine atterrò il lander Phoenix e dalle cui foto panoramiche si intravede la vastità delle pianure che la caratterizzano.

A sud-est il territorio è caratterizzato dall'azione esercitata da migliaia di anni dall'Olympus Mons, caratteristica principale della maglia Tharsis, che cinge il confine con un rilievo circolare. A sud-ovest la Amazonis Planitia continua nella omonima maglia Amazonis.
Ad est la pianura si eleva, dirigendosi verso Alba Mons della maglia Arcadia, il più vasto vulcano del pianeta per superficie, anche se di altezza moderata. Il confine ovest, invece, è marcato dal meridiano di 180° e prosegue con la Arcadia Planitia verso la maglia Cebrenia.

## Esplorazione
Al 2017 non è stata effettuata nessuna missione robotica di superficie in questa maglia e non ne è nemmeno prevista alcuna per il futuro. I dati e le immagini relativi a questa maglia sono stati ripresi da orbiter e sonde che hanno effettuato il fly-by.